# Nguyễn Ngọc Thơ
Nguyễn Ngọc Thơ (* 26. Mai 1908 in Mỹ Phước, Provinz Long Xuyên, An Giang; † 1976 in Saigon) war der erste Premierminister von Südvietnam zwischen November 1963 und Januar 1964. Er wurde als Chef einer zivilen Regierung durch die Militärjunta von General Dương Văn Minh ernannt, die nach dem Sturz und der Ermordung von Südvietnams ersten Präsidenten, Ngô Đình Diệm, an die Macht gekommen war. Die Amtszeit von Thơ war von Chaos und Schwäche geprägt, während das Militär und die zivile Regierung um die Macht kämpften. Thơ wurde im Staatsstreich von 1964 durch General Nguyễn Khánh abgesetzt und schied aus der Politik aus.
Als Sohn eines wohlhabenden Grundbesitzes begann Thơ seine politische Karriere in der französischen Kolonialverwaltung als Provinzgouverneur. Nach dem Zweiten Weltkrieg wurde er im von Frankreich unterstützten vietnamesischen Staat Innenminister. Nach der Gründung der Republik Vietnam infolge der Teilung des Landes war Thơ an der Auflösung der quasi-autonomen Hòa-Hảo-Sekte beteiligt. Für diese Verdienste, und auch, um das Regime von Diệm populärer zu machen, bekam er den Posten des Vizepräsidenten. Thơ bekam jedoch keinerlei politische Vollmachten, weil die Brüder von Diệm mit Hilfe ihrer privaten Truppen und der Geheimpolizei willkürlich regierten. Thơ war für die Landreform in Südvietnam zuständig, und er wird auf Grund seiner Eigenschaft als Großgrundbesitzer für das Scheitern der Reform verantwortlich gemacht. Während der Buddhistenkrise unterstützte er Diệm, und wenngleich er selbst Buddhist war, unterstützte er die pro-katholische Politik Diệms und seine Gewalt gegen die buddhistische Mehrheit.

## Frühe Karriere
Thơ wurde als Sohn eines reichen Großgrundbesitzers in der Provinz Long Xuyên im Mekong-Delta geboren. Er begann seine Karriere in der Provinzverwaltung der französischen Kolonialmacht im Jahre 1930. Nach dem Zweiten Weltkrieg wurde er zum Innenminister des von Frankreich unterstützten vietnamesischen Marionettenstaates unter Kaiser Bảo Đại ernannt. Nach Schlacht von Điện Biên Phủ und dem Rückzug Frankreichs aus Indochina wurde Vietnam in einen kommunistischen Norden und einen antikommunistischen Zügen geteilt. Nach der Ausrufung der Republik Vietnam unter Diệm wurde Thơ zum ersten Botschafter des Landes in Japan ernannt. Obwohl er seine Zeit in Tokio auf Grund einer gebrochenen Hüfte größtenteils im Bett verbrachte, gelang es ihm, Reparationszahlungen von Japan für die Besetzung seines Landes während des Zweiten Weltkrieges zu erlangen.
Im Mai 1956 wurde er nach Saigon zurückberufen, um zu helfen, die Hòa-Hảo-Sekte aufzulösen. Die Hòa Hảo hatten praktisch ihren eigenen Staat im Mekong-Delta aufgebaut, verfügte über Privatarmeen, eine eigene Verwaltung und widersetzten sich der Regierung in Saigon. Die Regierung setzte die Armee der Republik Vietnam  unter General Dương Văn Minh gegen die Hòa Hảo ein, während Thơ die Sekte schwächte, indem er ihre Kriegsherren schmierte. In dieser Zeit hatte er den Posten eines Staatssekretärs für Wirtschaft Angsangelegenheiten inne. Im November wurde Thơ zum Vizepräsidenten ernannt, um das Regime von Diệm populärer zu machen. Diese Ernennung wurde im Dezember 1956 von der Nationalversammlung gemäß der Verfassung bestätigt. Sie wird im Allgemeinen als Versuch von Diệm gesehen, Thơs Wurzeln im Mekong-Delta zu nutzen, um mehr Einfluss auf die Bauern Südvietnams zu erlangen, während das Regime von Diệms Familienmitgliedern, Katholiken aus Zentralvietnam, dominiert wurde.:258

## Ära von Diệm

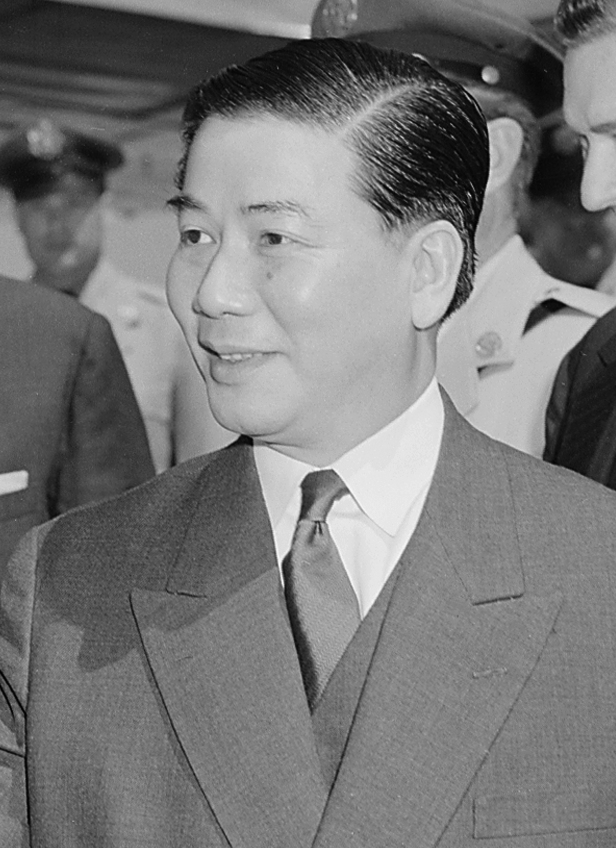
Ngô Đình Diệm, Präsident Südvietnams

Trotz seiner hohen Position trat Thơ nur selten in der Öffentlichkeit auf und war eine Marionette mit wenig Einfluss. Die wirkliche Macht hatten die Brüder Ngô Đình Cẩn  und Ngô Đình Nhu  in ihren Händen, die über  Privatarmeen und die Geheimpolizei verfügten, und den Generälen der Armee direkt Befehle erteilten. Nhu befahl sogar einmal einem Leibwächter, Thơ zu schlagen, weil er meinte, dass ihm der Vizepräsident zu wenig Respekt bezeigte.:99f. Diệm begrenzte die Macht von Thơ und erlaubte ihm nicht, sich an politischen Entscheidungen zu beteiligen, obwohl er  das zweithöchste Amt des Landes bekleidete. Thơ hatte jedoch gute Kontakte zum Militär, speziell zu Minh, dem er einige Jahre davor geholfen hatte, aus der französischen Gefangenschaft beizukommen.
Thơ war mit der Landreform im Südvietnam betraut, weil der Minister für Landwirtschaftsreform, Nguyen Van Thoi, ihm unterstellt war. Beide Männer waren jedoch wohlhabende Grundbesitzer, und sie hatten wenig Anreiz dazu, die Reform zum Erfolg zu führen.  Die amerikanische Botschaft erhielt zahlreiche Kritik über die zaghafte Umsetzung der Politik von Seiten Thơs, der offensichtlich nicht interessiert an der Landverteilung war, da er dadurch einen Großteil seines Besitzes verlieren würde.

## Rolle in der Buddhistenkrise
Obwohl Thơ Buddhist war, unterstützte er die katholische Regierung von Diệms nach Kräften. An Diệms 62. Geburtstag dankte Thơ dem Allmächtigen dafür, dass er dem Land einen Führer gegeben hat, dessen Genius nur noch durch seine Tugend übertroffen wird – obwohl der Buddhismus keine übernatürlichen Wesen im deistischen Sinne kennt. Später begleitete er Diệm in die Redemptoristenkirche, um für den Präsidenten zu beten. Er hatte wenige Anhänger, so bezeichnete ihn der amerikanische Chairman of the Joint Chiefs of Staff, General Maxwell D. Taylor, als wenig beeindruckend, während der bedeutende Beamte des amerikanischen Außenministeriums Paul Kattenberg ihn als einen Niemand verspottete.
Seine Schwäche offenbart auch das Projekt um die Kathedrale in La Vang: Im Dorf La Vang in der Provinz Quảng Trị, in der Nähe der Grenze mit Nordvietnam, gab es im späten 19. Jahrhundert eine weibliche Erscheinung. Die Buddhisten behaupten, dass das Wunder auf den Bodhisattva Avalokiteshvara (auch Guanyin) zurückzuführen sei. Der Bruder von Diệm, Pierre Martin Ngô Đình Thục, war der Erzbischof von Huế und damit die führende religiöse Figur im südvietnamesischen Regime. Thục erklärte, dass die Erscheinung die Jungfrau Maria sei, und ordnete an, dass eine römisch-katholische Kathedrale anstelle der buddhistischen Pagode, die auf dem Ort der Erscheinung errichtet worden war, gebaut werden sollte. Thơ spendete aus politischen Gründen nennenswerte Geldsummen für dieses Projekt.
Im Juni brach die Buddhistenkrise aus, und Diệm ernannte Thơ zum Vorsitzenden eines Regierungsausschusses, um die Krise um die aufständischen Buddhisten, ausgelöst durch die Hue-Vesak-Schießerei, bei welcher acht Buddhisten von Regierungstruppen getötet wurden, als sie gegen das Verbot des Hissens von buddhistischen Flaggen protestierten, zu beenden. Der Ausschuss kam zu dem Ergebnis, dass die Vietcong für die Todesschüsse verantwortlich waren, obwohl alle Augenzeugenberichte und ein Amateurvideo zeigten, dass Regierungstruppen direkt auf die Protestierenden geschossen hatten. Die Vertuschung durch den Ausschuss führte zu einer Eskalation der Proteste der Buddhisten. Als die faktische First Lady Vietnams, Madame Ngô Đình Nhu, sich über die Selbstverbrennung des buddhistischen Mönches Thích Quảng Đức als Barbecue lustig machte, weigerte sich Thơ, ihre Aussagen zu verurteilen, indem er sie als persönliche Meinung bezeichnete.
Auf dem Abschiedsempfang für den amerikanischen Botschafter Frederick Nolting im Juli rief Thơ zur Niederschlagung der Buddhisten ohne Gnade auf. Er sagte, dass der Buddhismus keine Religion sei, und behauptete weiter, dass jeder ein buddhistischer Mönch werden könne, aber dass es jahrelange Ausbildung bräuchte, um ein katholischer Priester zu werden. Als der thailändische Botschafter widersprach, und auf seine persönliche Erfahrungen als Mönch verwies, beschimpfte ihn Thơ vor allen anderen Diplomaten.
Nachdem der Druck auf das Regime während der Buddhistenkrise stieg, kamen Spannungen zwischen Diệm, Nhu und den Ministern der Regierung auf, weil diese Meinungen hatten, die mit jenen des Ngo-Clans nicht vereinbar waren. Als viele Minister zurücktreten wollten, überredete Thơ sie, in ihren Ämtern zu verbleiben. Nachdem auch für ihn selbst die Situation immer unangenehmer wurde, zog Thơ selbst einen Rücktritt in Betracht, aber abtrünnige Generäle rieten ihm, dies nichts zu tun. Sie hatten Bedenken, dass Massenrücktritte den Verdacht eines Staatsstreiches aufkommen lassen würden.

## Premierminister

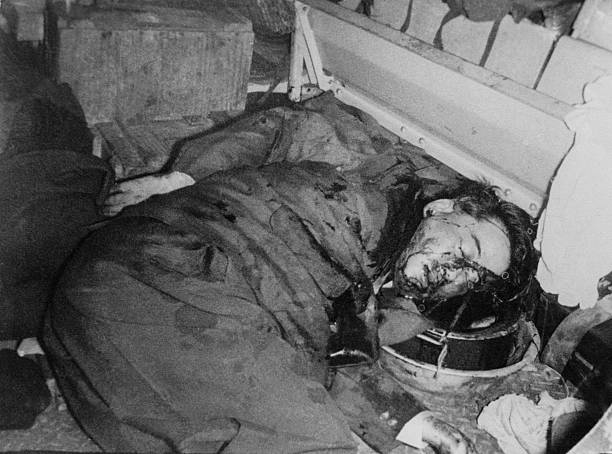
Diệms Leiche nach seiner Ermordung

Als Privatmann brachte Thơ seine Unzufriedenheit mit der Regierung von Diệm gegenüber amerikanischen Beamten zum Ausdruck. Er beschwerte sich darüber, dass Diệm sich in seinem Regierungsamt auf Nhu verließ, und dass Nhu versuchte, einen Polizeistaat über seine geheime Can-Lao-Partei aufzubauen, und über das Versagen im Kampf gegen die Vietcong. Während der McNamara-Taylor-Mission brachte Thơ der amerikanischen Delegation gegenüber seine Meinung zum Ausdruck, dass das Land in eine falsche Richtung gesteuert wurde, und bat um Druck auf Diệm, seine Politik zu überdenken. Hinter vorgehaltener Hand sagte er auch, dass er glaube, dass von den Tausenden von befestigten Siedlungen, die im Rahmen des Strategic Hamlet Program von Nhu gebaut worden waren, nur weniger als dreißig wirklich funktionierten.
Joseph Mendenhall, hochrangiger Vietnam-Berater der amerikanischen Regierung, befürwortete den Sturz von Diệm in einem Militärschlag, und seine Ablöse durch Thơ. Thơ war sich bewusst, dass er für die Generäle die erste Wahl für die Regierungsführung nach dem geplanten Sturz von Diệm war. Nach dem Staatsstreich vom 1. November 1963, in dem Diệm und Nhu getötet worden waren, wurde er durch die Militärjunta von Minh zum Premierminister ernannt. Er war der ranghöchste zivile Beamte in der provisorischen Regierung, die vom Military Revolutionary Council (MRC), geführt wurde, darüber hinaus war er Finanz- und Wirtschaftsminister.

### Beziehungen zu Militär
Die zivile Regierung von Thơ wurde durch Machtkämpfe geprägt. Berichten von Thơs Assistent, Nguyen Ngoc Huy, zufolge, lähmte die Anwesenheit der Generäle Trần Văn Đôn und Tôn Thất Đính sowohl in der zivilen Regierung als auch im MRC die Regierungstätigkeit: Đôn und Đính waren Thơ in der zivilen Regierung untergeordnet, aber als Mitglieder des MRC waren sie ihm vorgesetzt. Alle Anweisungen von Thơ an die zivile Regierung konnten von den Generälen in ihrer Eigenschaft als Mitglieder des MRC rückgängig gemacht werden.
Die Presse von Saigon, die nach dem Ende der Zensur von der Diệm-Regierung wieder relativ frei erscheinen konnte, berichtete, dass die Regierung gelähmt war, weil alle 12 Generäle des MRC die gleichgemacht hatten. Jedes Mitglied des MRC hatte ein Vetorecht, was ist ihnen erlaubte, Entscheidungen zu blockieren. Die Presse griff Thơ vehement an, und warf ihm vor, Werkzeug des MRC ist zu sein. Das Verhalten Thơs während der Präsidentschaft von Diệm wurde auch hinterfragt, und es kursierten Anschuldigungen in den Medien, dass er die Unterdrückung der Buddhisten durch Diệm und Nhu unterstützt hatte. Thơ behauptete, dass er die Angriffe auf die Xa-Loi-Pagode missbilligt hatte, und versuchte zu beweisen, dass er nur auf Bitten von Minh nicht von seinem Posten zurückgetreten war. Die Medien griffen Thơ weiterhin für die persönlichen Vorteile an, die er aus der Landverteilungspolitik der Diệm-Regierung gezogen hatte. Minh verteidigte Thơ und erklärte, dass Thơ den Staatsstreich von Anbeginn mitgeplant hatte, und dass er das volle Vertrauen des Militärs besäße.
Am 1. Januar 1964 tagte der Rat der Weisen, ein aus 60 führenden Bürgern, die von Oberst Phạm Ngọc Thảo ausgesucht worden waren, dem ersten Mal. Sein Auftrag war es, den militärischen und den zivilen Flügel der Regierung bezüglich der Reformen der Menschenrechte, Verfassung, und des Rechtssystems zu beraten. Thơ erklärte öffentlich, dass er eine rationale Gesinnung gepaart mit objektiven und realistischen Einschätzungen erwartete, und er sagte, dass es das Bestreben der provisorischen Regierung sei, den Weg für die vom Volk ersehnte permanente Regierung frei zu machen. Dieser Rat bestand fast ausschließlich aus Akademikern, während Repräsentanten der Bauern- und Arbeiterbewegung nicht vertreten waren. Er verstrickte sich schnell in endlose Diskussionen und erreichte sein erstes Ziel, eine neue Verfassung auszuarbeiten, nie. Thơ gab später zu, dass dieser Rat die südvietnamesische Gesellschaft nicht repräsentierte, und dass er ein Fehlschlag war. Er sah den Grund für das Scheitern im Wunsch des Rates, den Status eines reinen Abnickgremiums abzulegen.

### Politik
Nach dem Sturz von Diệm wurden mehrere amerikanische Sanktionen, die im Gefolge der Unterdrückung der Buddhistenkrise und des Angriffes auf die Xa-Loi-Pagode durch Nhus Sondereinheiten verhängt worden waren, aufgehoben. Die ausgesetzte Wirtschaftshilfe und das Commercial Import Program wurden wieder aufgenommen. Die amerikanische Regierung erkannte die Regierung von Thơ und Minh zügig an.
Die Regierung Thơ stoppte das Strategic Hamlet Program. Nhu hatte dieses Programm als die Lösung für das Problem des Einsickerns von Vietcong-Kämpfern verkündet, in dem Glauben, dass die Massenansiedlungen von Bauern in befestigten Dörfern die Vietcong ihrer Unterstützung bei den Bauern berauben würde. Thơ widersprach Berichten von Nhu, die von einem Erfolg des Programmes sprachen, und behauptete, dass nur etwa 20 Prozent der etwa 8600 existierenden Wehrdörfer überhaupt unter der Kontrolle der Regierung standen, und dass der Rest von den Kommunisten unterwandert worden war. Die Wehrdörfer, die als haltbar galten, wurden verstärkt, während der Rest aufgelöst und ihre Bewohner auf ihr ursprüngliches Land zurückgeführt wurden.
Thơs Herangehen an die Absetzung von Unterstützern der Diệm-Regierung fand Kritik sowohl von Anhängern als auch Gegnern des gestürzten Präsidenten. Während Gegner beklagten, dass Thơ nicht mutig genug dabei war, Pro-Diệm-Elemente abzusetzen, kritisierten seine Anhänger, dass die Beamten zu schnell ausgewechselt wurden, dass der Umfang der Aktivitäten extensiv sei und an Rache grenze. Viele Beamte, die verdächtigt wurde, korrupt zu sein oder an Repressalien beteiligt gewesen zu sein, wurden verhaftet, größtenteils aber später wieder freigelassen. General Tôn Thất Đính und dem neuen Polizeigeneral Mai Hữu Xuân wurde die Kontrolle über das Innenministerium übertragen. Diese beiden wurde später vorgeworfen, Menschen in großer Zahl  verhaftet und sie gegen Bestechung oder Loyalitätsversprechen wieder freigelassen zu haben. Auch wenn nicht alle Beamte der Diệm-Regierung als Anhänger von Diệm bezeichnet werden konnten, gab es zahlreiche Aufrufe zur Absetzung der alten Garde. Die Regierung wurde kritisiert, dass sie große Zahlen von Distrikt- und Provinzgouverneuren, die direkt von Diệm ernannt worden waren, absetzte und damit die Verwaltung durch plötzliche Machtwechsel zum Zusammenbruch brachten. Ein wichtiges und heftig kritisiertes Beispiel für eine nicht erfolgte Ablöse war General Đỗ Cao Trí, der Kommandeur des I. Korps der ARVN, der für seine ausnehmende Brutalität bei der Niederschlagung der Buddhistenproteste in Mittelvietnam bekannt geworden war. Trí wurde einfach in das II. Korps versetzt.

### Sturz
Die Übergangsregierung hatte in Politik und Planung keine Strategie, was zu ihrem schnellen Zusammenbruch führte. Die Zahl der Angriffe der Vietcong kurz vor der Absetzung Diệms stieg stark an, nachdem zur Vorbereitung des Staatsstreiches Truppen aus ländlichen Gebieten in die Städte abkommandiert waren. Neue und korrekte Angaben über den Zustand der Armee wurden publik und bewiesen, dass die Situation viel schlechter war als von Diệm berichtet; die Verluste von Waffen stiegen und die Zahl der Überläufer von den Vietcong nahm ab. Die vom Land abkommandierten Einheiten wurden schnell an ihren ursprünglichen Platz zurückgeschickt, um möglichen Offensiven der Vietcong vorzubeugen. Die Fälschung der Militärstatistiken unter Diệm führte zu zahlreichen Fehlkalkulationen und in der Folge zu militärischen Rückschlägen.
Am 29. Januar 1964 wurde der MRC in einem von General Nguyễn Khánh angeführten, unblutigen Staatsstreich gestürzt. Der zivile Arm der Übergangsregierung wurde aufgelöst. Thơ zog sich aus der Politik zurück, nachdem er sich in seiner Amtszeit bereichert hatte.